# Leptoconops hutsoni
Leptoconops hutsoni är en tvåvingeart som beskrevs av Clastrier 1974. Leptoconops hutsoni ingår i släktet Leptoconops och familjen svidknott.
Artens utbredningsområde är Algeriet. Inga underarter finns listade i Catalogue of Life.